# 早田紀子
早田 紀子（そうだ のりこ、1980年8月16日 - ）は、長崎放送 (NBC)のアナウンサー、報道記者。

## 来歴・人物
長崎県出身。長崎県立長崎南高等学校、慶應義塾大学文学部卒業。大学ではソングリーディング部に所属していた。
2003年長崎放送に入社。同期生は『あっ!ぷる』に出演していた友成由紀アナ。入社当初からしばらくはペアで看板娘的存在として扱われ、局のイベントの告知CMやライブイベントで共演することが多かった。
その後は『週刊キッズニュース』や『報道センターNBC』に代表されるようにスタジオワークが多いが、『キッズニュース』ではNBCゆめキッズ（主に長崎県内の小学生）のお姉さん役として、ニュース解説やキッズへのインタビューをこなしていた。2012年3月末をもって、『報道センターNBC』を降板。翌4月からは本人にとっては初めてとなるラジオの生ワイド番組『キラッ☆☆とモーニング』を担当。2014年に『報道センターNBC』キャスターに2年ぶり復帰。2020年から記者に転向。
私生活では、2015年に結婚、のち2020年4月から産休、同年5月に女児を出産。2021年7月に復帰した。

## エピソード
- 若手の頃、先輩アナウンサーの佐藤利恵（現在は退社）、同期の友成アナと3人で“プリティキャスター”を結成。歌はCD化されていないがNBCの屋外イベント等で3人の歌と振り付け等が披露された。

## 現在の担当番組
テレビ
- NBCニュース

ラジオ
- 佐世保市政だより
- NBCニュース

## 過去の担当番組
テレビ
- NBCニュース&天気（水～土曜）
- ダントツ潮流（毎週土曜夕方に放送されていた番組）
- 世界陸上大阪大会応援たすきキャラバン（TBSテレビ制作）
- 情報7days ニュースキャスター （TBSテレビ制作・2009年7月11日）長崎ペンギン水族館からの生中継リポート
- 今日感テレビ（RKB毎日放送制作・不定期で長崎担当）
- 情報☆ぴかっぷμ（日曜11:00 - 11:30）コーナー担当
- 報道センターNBC（第1期・水～金曜、2004年4月 - 2012年3月 / 第2期・月～金曜、2014年4月 - ）
- Nスタ プラス長崎 （月～金→月～水→月〜火18:15 - 18:55）

ラジオ
- 週刊キッズニュース（毎週日曜夕方に放送）
- NORIKOのいちおし☆トレンド（『日曜アナらじ』内で放送されていた一コーナー）
- 早田紀子のキラッ☆☆とモーニング（月・火曜9:00～11:30、2012年4月 - 2014年3月）

その他
- 地上デジタル放送推進大使（前任の佐藤利恵からデジグリーンを引き継ぎ、2010年秋ごろまで同期の友成由紀と一緒に担当）